# فلفل بن سعيد
فلفل بن سعيد بن خزرون، من سلالة بنو خزر، أول أمراء طرابلس و ثاني ولاة طبنة من بنو خزرون، ثار على الدولة الزيرية و انهزم ثم لجأ إلى طرابلس و أسس دولة هناك.

## النسب
نسبه الكامل هو فلفل بن سعيد بن خزرون بن فلفول بن خزر بن حفص بن صولات بن وزمار المغراوي الزناتي.

## السيرة
لا نعرف سنة ولادة فلفل و لا مكان ولادته، و بعد أن توفي والده سعيد بن خزرون والي طبنة في القيروان سنة 382هـ / 982، وصل فلفل إلى القيروان فأهداه المنصور بن بلكين 30 حمل من المال و 80 تخت من أنواع الكسى و خيل بسروج محلاة و 10 من البنود الجدد المذهبة، و أخيرا عينه أميرا على طبنة خلفا لأبيه، و بعد أن تولى باديس بن المنصور سنة 386هـ / 996، قام بتجديد ولاية فلفل على طبنة.
بعد اندلاع الحرب مع زيري بن عطية و هزائم صنهاجة الفادحة، قرر باديس أن يتعامل مع الأمور بسرعة و خرج من المنصورية يوم السبت 21 ماي 999، و عندما وصل إلى طبنة خاف منه فلفل و أرسل يعتذر، و أرسل يطلب وثيقة بولاية طبنة، فقبل باديس و أهداه ثلاثين حمل من الفضة و ثمانين حزمة من الأقمشة النفيسة، و لكن بعد ان ابتعد باديس تمرد فلفل و هاجم إحدى الجهات و نهبها ثم حاصر باغاية لمدة خمسة و أربعين يوم، فعندما علم باديس أرسل جيش بقيادة أبو زعبل و جعفر بن حبيب و محمد بن حسن، فهزمهم فلفل و قتل قائد الجيش و عذب ابنه حامد إلى أن مات، ثم زحف نحو القيروان. و في يوم الخميس 1 ذو القعدة 389هـ / 14 أكتوبر 999 هاجم فلفل جيش باديس لكنه رفض القتال و استمر في طريقه، و بعد ذلك بأربعة أيام حصلت معركة وادي أغلان و رغم أن جيش فلفل كان فيه عدد لا يحصى فإنه خسر المعركة و قُتل 7،000 من جنده، و انسحب فلفل إلى جبل الحناش و لاحقته صنهاجة والعبيد. و بعد هذه الهزيمة المُرّة تحالف فلفل مع أعمام والد باديس الذين تمردوا أيضا و حاصرت قواتهم المشتركة تبسة، و في 1 رجب 390هـ / 7 جوان 1000 غادر باديس لحملة في المغرب فهرب الأعمام خوفا و لم يبقى مع فلفل سوى ماكسن بن زيري و ابنه محسن، و عاد باديس إلى المنصورية. ثم خرج باديس لحملة جديدة في سنة 391هـ فلما علم فلفل أن لا طاقة له بباديس، هرب إلى الصحراء.
بعد هذه الثورة الفاشلة قرر فلفل أن يجرب حظوظه في مكان آخر، فانتقل إلى جنوب إفريقية، و بدأ يشتبك مع صنهاجة حتى إن باديس استدعى عمه حماد لهذا الشأن، خلال ذلك كان جعفر بن حبيب يحاصر طرابلس، فرحل فلفل من منطقة قابس نحو طرابلس 24 رجب 391هـ / 19 جوان 1001 و استولى على بعض المناطق التي تخلى عنها جعفر ثم التجأ لدى يحيى بن محمد أمير نفوسة و عندما قرر جعفر العودة لقابس لم يحاول فلفل إيقافه، ثم سار إلى طرابلس وعندما وصل استقبله فتوح بن علي و أعيان البلد و أدخلوه و من يومها تسلم حكمها منشأً دولة بنو خزرون.
ما ان استولى فلفل على طرابس و ضواحيها حتى بايع الفاطميين و الخليفة الحاكم بأمر الله، و اندلعت بينه و بين باديس حرب استمرت سنتين، بدأ فلفل عهدا جديدا استقلت فيه طرابلس و تمتعت بشيئ من الطمأنينة و الأمن باستثناء الضواحي التي تعرضت استمرار للغارات، قبل الخليفة بيعة فلفل لكنه لم يعينه كوالي و أرسل يحيى بن علي بن حمدون الأندلسي كوالي على طرابلس و قابس، فوصل إليها يوم 9 ربيع الأول 392هـ / 24 جانفي 1000، لكنه كان غبيا فلم يستطع فهم تنظيم العسكر فاستخف به فلفل و احتقره، و حاول علي و فلفل أن يحاصروا قابس لكنهم فشلوا و انسحبوا، و مع ضعف سلطته قرر يحيى بن حمدون أن يغادر للقاهرة و غضب الخليفة من فلفل و معاملته ليحيى، و بهذا أصبح فلفل عدوا للعبيديين، و حاول أبناء محمد بن أبي العرب الهرب إليه لكنهم فشلوا، و مع وقوعه في هذا الموقف السيئ بايع الخليفة الأموي هشام المؤيد بالله و أرسل له وفدا و ضرب العملة باسمه، لكنها لم تسفر عن أي نتيجة و توفي فلفل سنة 400هـ / 1009 قبل عودة سفرائه، و خلفه أخه وُرّو.